# Silvius indianus
Silvius indianus är en tvåvingeart som beskrevs av Ricardo 1911. Silvius indianus ingår i släktet Silvius och familjen bromsar. Inga underarter finns listade i Catalogue of Life.